# Il cavallo e il ragazzo
Il cavallo e il ragazzo (The Horse and His Boy) è un romanzo fantasy per ragazzi di Clive Staples Lewis, pubblicato nel 1954, terzo dei sette libri che compongono la saga de Le cronache di Narnia.
Secondo la cronologia interna, Il cavallo e il ragazzo si situa come "storia dentro la storia" rispetto a Il leone, la strega e l'armadio, visto che è ambientato durante l'Età d'oro (il regno dei re di Narnia Peter, Susan, Edmund e Lucy), periodo il cui inizio e conclusione vengono appunto narrati nel Leone, la strega e l'armadio. Essendo quest'ultimo il secondo dei sette libri delle Cronache secondo la cronologia interna, Il cavallo e il ragazzo nelle edizioni integrali della saga solitamente viene situato come terzo, dopo Il leone e prima del Principe Caspian. Il cavallo e il ragazzo inoltre è il solo libro delle Cronache di Narnia in cui non compaiono fra i protagonisti dei ragazzini del nostro mondo che giungono a Narnia tramite la magia.

## Trama
TERRA : anno 1940 NARNIA : anno 1014 Il protagonista è Shasta, un ragazzino che vive con il padre adottivo Arshish, un umile pescatore, nel regno di Calormen, situato molto più a sud di Narnia. Un giorno giunge all'umile casa di Arshish un tarkaan di nome Auradin, che chiede ospitalità per la notte. Shasta durante la notte origlia una conversazione tra il padre e l'aristocratico calormeniano, in cui quest'ultimo chiede di acquistare il ragazzo come schiavo; il tarkaan ha infatti notato che Shasta ha la pelle molto più chiara degli altri Calormeniani, per cui evidentemente è originario di Narnia o della Terra di Archen e non è il figlio naturale di Arshish, e questi rivela in effetti di avere trovato Shasta da piccolo in una imbarcazione scampata ad un naufragio e arenatasi sulla spiaggia. Arshish e il tarkaan iniziano a contrattare sulla vendita del ragazzo, e Shasta non ne è troppo turbato, avendo da sempre desiderato allontanarsi dalla vita monotona e miserevole con il pescatore. Tuttavia all'improvviso sente rivolgersi la parola dal destriero da guerra del tarkaan, che si presenta come originario di Narnia (dove abitano animali parlanti) e lo mette in guardia: Auradin è un uomo crudele e spietato. Il cavallo, che si fa chiamare Bri, propone allora a Shasta di scappare insieme verso nord, a Narnia, dove vivere liberi, e il ragazzo accetta. Sulla via si imbattono in altri due fuggiaschi intenzionati a lasciare Calormen in favore di Narnia: Aravis Tarkaana e la sua giumenta Uinni. Aravis, una ragazzina calormeniana della stessa età di Shasta, racconta di essere la figlia di un potente tarkaan promessa in sposa contro la sua volontà al vecchio Ahoshta Tarkaan, il Gran Visir del regno, e di essere anche lei stata persuasa dalla sua cavalla Uinni (anch'essa un animale parlante originario di Narnia e, come Bri, rapita e condotta a sud quand'era un puledro) a scappare a Narnia. Shasta e Aravis di primo acchito non si piacciono, ma su insistenza di Bri e Uinni i due gruppi si uniscono e proseguono il viaggio insieme. Giunti a Tashbaan, la capitale di Calormen, vengono però divisi, perché Shasta viene scambiato per Corin, principe della Terra di Archen in visita a Calormen, cui stranamente somiglia molto, e portato al sicuro. Aravis invece si imbatte in Lasaralin, una sua amica d'infanzia, che si offre di aiutarla. Dovendo passare per il palazzo di Tisroc, il sovrano di Calormen, le due ragazze origliano una conversazione segreta tra Tisroc stesso, suo figlio Rabadash e il Gran Visir, e scoprono che il principe, avendo corteggiato la regina Susan di Narnia ed essendo da lei stato respinto, intende vendicarsi con una spedizione punitiva verso il nord, per assoggettare i regni di Archen e Narnia con la forza. Fuggita da Tashbaan, Aravis si riunisce a Shasta, Bri e Uinni alle Tombe degli Antichi Re, e insieme essi decidono di affrontare la tortuosa via attraverso il deserto, per avvertire la gente di Archen e i Narniani dell'imminente invasione. Il percorso è lungo ed estenuante, reso ulteriormente difficile dai leoni, che ripetutamente minacciano il gruppetto e ad un certo punto li attaccano, con uno di loro che ferisce Aravis alla schiena. Alla fine però i quattro riescono ad arrivare alla meta, sicché gli uomini di Archen, aiutati dal provvidenziale sopraggiungere di un'armata guidata da re Peter di Narnia, sconfiggono gli invasori calormeniani e fanno prigioniero il principe Rabadash. Quest'ultimo viene tramutato in asino da Aslan, il Grande Leone, e rispedito in patria con disonore. Sempre Aslan poi rivela di essere in verità stato lui il leone ad aver attaccato il gruppo di Shasta nel deserto, perché voleva affrettare il loro cammino ed anche dare una lezione all'arrogante Aravis, che quando era scappata di casa aveva intenzionalmente messo nei guai la schiava incaricata di badarle. A Shasta viene rivelato di essere Cor, il figlio disperso del re Luni di Archen e fratello gemello del principe Corin, nato per di più poco prima di lui e quindi primo nella successione al trono. E quindi, mentre Bri e Uinni fanno ritorno a Narnia, Cor e Aravis rimangono nella Terra di Archen, finché un giorno si sposano.